# Навколоземні об'єкти

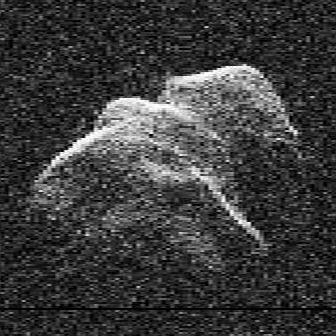
Астероїд 4179 Тоутатіс — потенційно небезпечний об'єкт, який пройшов на 2,3 місячні відстані від Землі.

Навколозе́мні об'є́кти (НЗО) — об'єкти Сонячної системи, чиї орбіти проходять неподалік орбіти Землі. За домовленістю, тіло Сонячної системи вважається навколоземним об'єктом, якщо в перигелії воно наближаються до Сонця на відстань менше 1,3 а. о.. Якщо орбіта навколоземного об'єкта перетинає орбіту Землі, а його розмір перевищує 140 метрів, то тіло вважається потенційно небезпечним об'єктом.
Станом на 31 травня 2023 року відомо понад 32 103 відомих навколоземних астероїдів і понад сотню короткоперіодичних навколоземних комет (NEC). Кілька метеороїдів, які оберталися на сонячній орбіті, були достатньо великими, щоб їх можна було відстежувати в космосі до того, як вони зіткнулися з Землею. Зіткнення з навколоземними об'єктами в минулому відіграли значну роль у геологічній та біологічній історії Землі. Астероїд розміром до 20 метрів може завдати значної шкоди навколишньому середовищу й людям. Більші астероїди проникають через атмосферу до поверхні Землі, створюючи кратери, якщо вони падають на сушу, або цунамі, якщо вони падають у море. Інтерес до навколоземних об'єктів почав зростати в 1980-х роках через більшу обізнаність про це джерело небезпеки. Зараз досліджуються методи запобігання зіткненню астероїда з Землею шляхом зміни його орбіти, а також методи пом'якшення наслідків такого зіткнення.
Для оцінки рівня небезпеки зіткнення й серйозності можливих наслідків використовуються дві найпопулярніші шкали: простіша шкала Торіно і складніша шкала Палермо.
Починаючи з 1998 року США, ЄС та інші країни сканують небо в пошуках навколоземних астероїдів у рамках проєктів захисту від астероїдів. Початковим завданням Конгресу США до НАСА було каталогізувати принаймні 90 % навколоземних об'єктів розміром понад 1 км, тобто здатних під час зіткнення з Землею викликати глобальну катастрофу. Цю ціль досягнуто до 2011 року, і в наступні роки дослідження розширено, щоб включити менші об'єкти, які можуть завдати великомасштабної, хоча й не глобальної, шкоди.
Навколоземні об'єкти мають низьку поверхневу гравітацію, і багато з них мають орбіти, близькі до земної, що робить їх легкими цілями для космічних кораблів. Станом на січень 2019, п'ять навколоземних комет і п'ять навколоземних астероїдів відвідали космічні кораблі. Невеликий зразок одного навколоземного астероїда був повернутий на Землю в 2010 році; подібні місії тривають. Приватні стартап-компанії розробили попередні плани комерційного гірничопромислового освоєння астероїдів за допомогою роботів або астронавтів-шахтарів.

## Визначення
Навколоземні об'єкти за домовленістю визначаються як усі малі тіла Сонячної системи з орбітами навколо Сонця, які частково перебувають на відстані від 0,983 до 1,3 астрономічної одиниці від Сонця. Таким чином, навколоземні об'єкти не обов'язково постійно перебувають поблизу Землі, але потенційно можуть наближатися до Землі на відносно малу відстань. Термін також іноді вживається гнучкіше, наприклад щодо об'єктів на орбіті навколо Землі або для квазісупутників.
Коли відкривають навколоземний астероїд, як і у випадку всіх інших малих тіл Сонячної системи, його положення і яскравість передаються в Центр малих планет (MPC) Міжнародного астрономічного союзу для каталогізації. MPC веде окремі списки підтверджених і потенційних навколоземних об'єктів. Орбіти деяких навколоземних об'єктів перетинаються з орбітою Землі, і ці об'єкти становлять загрозу через небезпеку зіткнення. Вони вважаються потенційно небезпечними об'єктами, якщо за оцінкою їхній діаметр перевищує 140 м. Навколоземні астероїди також каталогізують два окремі підрозділи Лабораторії реактивного руху НАСА: Центр дослідження навколоземних об'єктів (CNEOS) і Група динаміки сонячної системи.

## Історія дослідження
Першими навколоземними об'єктами, які спостерігала людина, були комети. Їхня позаземна природа була визнана й підтверджена лише після того, як 1577 року Тихо Браге спробував виміряти відстань до комети через її паралакс, і нижня межа, яку він отримав, була значно вища за діаметр Землі. Періодичність деяких комет була вперше визнана в 1705 році, коли Едмонд Галлей опублікував свої розрахунки орбіти періодичної комети, тепер відомої як комета Галлея. Повернення комети Галлея в 1758—1759 роках було першою передбаченою появою комети. Вважається, що першим виявленим навколоземним об'єктом стала комета Лексела 1770 року.
Першим відкритим навколоземним астероїдом став 433 Ерос у 1898 році. Було проведено кілька масштабних програм спостережень цього астероїда, бо вимірювання його орбіти дали змогу підвищити точність визначення відстані від Землі до Сонця.
У 1937 році був відкритий астероїд 69230 Гермес, коли він пройшов повз Землю на відстані, яка лише вдвічі перевищувала відстань до Місяця. Гермес вважався загрозою, оскільки був загублений після відкриття, а його орбіта та можливість зіткнення із Землею не були точно відомі. Гермес був повторно відкритий лише в 2003 році, і тепер відомо, що він не становить загрози принаймні протягом наступного століття.
14 червня 1968 року астероїд 1566 Ікар діаметром 1,4 км пройшов повз Землю на відстані 0,042 а. о. (16 місячних відстаней). Під час цього проходження Ікар став першою малою планетою, яку спостерігали за допомогою радара (з обсерваторій Гейстек і Голдстоун). Це було перше тісне зближення астероїда із Землею, передбачене за багато років заздалегіть (Ікар було відкритий 1949 року). Воно привернуло значну увагу громадськості завдяки розповсюдженню панічних новин. За рік до зближення з астероїдом студенти Массачусетського технологічного інституту запустили проєкт «Ікар», розробляючи план відхилення астероїда за допомогою ракет на випадок, якщо він виявиться на шляху зіткнення із Землею. Проєкт «Ікар» отримав широке висвітлення в засобах масової інформації та надихнув фільм-катастрофу «Метеор» 1979 року, у якому США та СРСР об'єднують зусилля, щоб підірвати фрагмент астероїда, який летить на Землю.
23 березня 1989 року 300-метровий астероїд 4581 Асклепій пройшов повз Землю на відстані 700 000 км. Якби астероїд зіткнувся із Землею, це спричинило б вибух, еквівалентний 20 000 мегатоннам тротилу. Астероїд привернув широку увагу, бо був виявлений лише після найтіснішого зближення із Землею.
У березні 1998 року ранні розрахунки орбіти нещодавно відкритого астероїда (35396) 1997 XF11 показали потенційне наближення 2028 року на відстань 46 000 км від Землі, у межах орбіти Місяця, але з великою похибкою, що не виключало можливість прямого влучання в Землю. Подальші дані змінили відстань наближення на 960 000 км і виключили можливість зіткнення. Але до того часу неточні повідомлення про можливе зіткнення вже викликали бурю в ЗМІ.

### Ризик
Упродовж історії людства відношення до навколоземних об'єктів змінювалось. Їх розглядали як ознаки стихійних лих або воєн, безпечні видовища в незмінному всесвіті, джерело епохальних катаклізмів або потенційно отруйних випарів (під час проходження Землі через хвіст комети Галлея в 1910 році) і, нарешті, як можливу причину утворення кратерів, що може навіть спричинити зникнення людей та іншого життя на Землі.
Про небезпеку навколоземних комет почали замислюватись, щойно були визначені їхні перші орбіти. 1694 року Едмонд Галлей представив теорію про те, що всесвітній потоп у Біблії був спричинений ударом комети. Протягом подальших досліджень навколоземних об'єктів їх науковці і громадськість сприймали їх то як безпечні й чарівні небесні явища, то як загрозливі об'єкти-вбивці. Можливість навколоземних об'єктів створювати кратери набагато більші їхнього власного розміру та справляти опосередкований вплив на ще ширшу територію була остаточно визнана в 1980-ті роки після підтвердження теорії про те, що крейдове вимирання (зокрема, вимирання динозаврів) 65 мільйонів років тому було спричинене ударом великого астероїда.
Обізнаність громадськості про ризик зіткнення зросла після спостереження за зіткненням уламків комети Шумейкерів — Леві 9 з Юпітером у липні 1994 року. У 1998 році фільми «Зіткнення з безоднею» і «Армагеддон» популяризували ідею про те, що навколоземні об'єкти можуть спричинити катастрофічні наслідки. Тоді ж виникла і набула поширення в Інтернеті теорія змови про зіткнення з вигаданою планетою Нібіру, яке спочатку очікувалось у 2003 році, потім було перенесено на 2012, а потім на 2017 рік.

#### Шкали ризику
Існує дві схеми наукової класифікації небезпеки зіткнення з навколоземними об'єктами:
- за простішою Туринською шкалою оцінюється ризик удару в наступні 100 років залежно від енергії удару та ймовірності удару, використовуючи цілі числа від 0 до 10[53][54];
- за складнішою Палермською шкалою ризики оцінюються додатними чи від'ємними дійсними числами і залежать від фонової частоти зіткнень, ймовірності зіткнення та часу до можливого зіткнення.

В обох шкалах ризики, варті уваги, позначаються додатніми числами.

#### Величина ризику
У шкалі Палермо річна фонова частота зіткнень з енергією понад Е мегатонн оцінюється як
{\displaystyle f_{B}=0.03E^{-0.8}\;}
Наприклад, ця формула передбачає, що очікуване значення часу від теперішнього моменту до наступного зіткнення з енергією понад 1 мегатонну становить 33 роки. Ця формула дійсна лише в певному діапазоні E і має значні невизначеності. Наприклад, того ж 2002 року, коли була опублікована шкала Палермо, в іншій статті був запропонований закон з суттєво меншою частотою зіткнень:
{\displaystyle f_{B}=0.00737E^{-0.9}\;}

#### Високо оцінені ризики
НАСА підтримує автоматизовану систему для оцінки загрози від відомих навколоземних об'єктів протягом наступних 100 років, яка створює постійно оновлювану таблицю ризику Сентрі. Усі або майже всі об'єкти, наявні в таблиці в будь-який момент часу, найімовірніше, згодом з неї випадуть, коли більша кількість спостережень дозволить зменшити невизначеність їхніх орбіт.
У березні 2002 року (163132) 2002 CU11 став першим астероїдом із тимчасово додатним рейтингом за Туринською шкалою, з ймовірністю зіткнення у 2049 році приблизно 1 з 9300. Додаткові спостереження звели передбачуваний ризик до нуля, і астероїд було видалено з таблиці ризиків Сентрі у квітні 2002 року.
Астероїд 1950 DA кілометровго розміру, втрачений після 17 днів спостережень у 1950 році і повторно відкритий 31 грудня 2000 року, став першим об'єктом, який у квітні 2002 року отримав додатний рейтинг (+0,17) за шкалою Палермо з ймовірністю зіткнення 1/300. Після уточнення орбіти ймовірність зіткнення зменшилась, але навіть у червні 2022 року 1950 DA все ще був одним із найвищих об'єктів у таблиці Сентрі з ймовірністю зіткнення 1/34000 і відповідним значенням за шкалою Палермо −2,05.
24 грудня 2004 року 370-метровий астероїд 99942 Апофіс (на той час відомий лише під тимчасовим позначенням 2004 MN4) отримав 4 бали за Туринською шкалою, що є найвищим рейтингом в історії цієї шкали. Доступна на той час інформація вказувала на 2,7%-ву ймовірність зіткнення із Землею в п'ятницю, 13 квітня 2029 року. До 28 грудня 2004 року додаткові спостереження значно зменшили зону невизначеності для зближення 2029 року, і вона більше не включала Землю. Ризик зіткнення в 2029 році впав до нуля, але можливості зіткнень у наступні зближення із Землею все ще оцінювалися як 1 за Туринською шкалою. До серпня 2006 року спостереження знизили ризик 2036 до рейтингу 0 за Туринською шкалою. У 2021 році Апофіс був видалений із таблиці Сентрі.

### Проєкти з мінімізації загрози
Першою астрономічною програмою, присвяченою відкриттю навколоземних астероїдів, був Palomar Planet-Crossing Asteroid Survey. А міждисциплінарна конференція 1981 року в Сноумассі, штат Колорадо, стала першою, де докладно обговорювалися небезпека зіткнень з астероїдами, необхідність спеціалізованих оглядів неба для їх пошуку та методи запобігання можливому зіткненню. У 1992 році НАСА за дорученням Конгресу США розробило плани більш комплексного дослідження, яке отримало назву «космічна варта». Щоб заохотити міжнародні дослідження, Міжнародний астрономічний союз 1995 року організував семінар у Вулкано в Італії, а рік потому створив Фонд космічної варти. У 1998 році Конгрес США поставив перед НАСА ціль до 2008 року виявити 90 % навколоземних астероїдів діаметром понад 1 км, тобто таких, що загрожують катастрофами глобального масштабу.
Декілька оглядів неба спеціалізувались на пошуку навколоземних астероїдів у межах «Космічної варти», зокрема LINEAR, Spacewatch, NEAT, LONEOS, Каталінський огляд, CINEOS, Japanese Spaceguard Association, ADAS і NEOWISE. У результаті співвідношення відомої й передбачуваної загальної кількості навколоземних астероїдів із діаметрами понад 1 км зросло з приблизно 20 % у 1998 році до 65 % у 2004 році, 80 % у 2006 році та 93 % у 2011 році. Таким чином, первісна мета Spaceguard була досягнута із запізненням лише на три роки. Станом на листопад 2021 року, відомо 891 навколоземний асстероїд розміром понад 1 км, або 97 % від приблизно 920.
У 2005 році конгрес дав НАСА наступне доручення: до 2020 року виявити 90 % навколоземних об'єктів діаметром 140 м або більше. Об'єкти такого розміру падають на Землю приблизно раз на 2000 років. Станом на січень 2020 року, за оцінками, загалом було знайдено менше половини таких об'єктів. У січні 2016 року НАСА оголосило про створення Координаційного офісу планетного захисту для відстеження навколоземних об'єктів діаметром понад 30—50 м та координації реагування на виявлені космічні загрози.
Оглядові програми спрямовані на виявлення загроз на багато років наперед, що дасть людству час підготуватися до космічної місії, щоб відвернути загрозу. Проєкт ATLAS, навпаки, спрямований на пошук астероїдів незадовго до їх зіткнення із Землею — надто пізно для їх відхилення, але вчасно для евакуації населення та іншої підготовки ураженого регіону Землі. Інший проєкт, Zwicky Transient Facility, який досліджує об'єкти, що швидко змінюють свою яскравість, також виявляє астероїди, які пролітають поблизу Землі.
Дослідники навколоземних об'єктів також вивчають методи активного запобігання загрозі, якщо буде виявлено, що об'єкт перебуває на курсі зіткнення із Землею. Усі життєздатні методи спрямовані на те, щоб відвернути, а не знищити загрозливий об'єкт, тому що уламки зруйнованого об'єкта все одно можуть спричинити масштабні руйнування. Відхилення орбіти об'єкта за кілька місяців або років перед прогнозованим зіткненням, також потребує на порядки менше енергії, ніж руйнування об'єкта.

## Чисельність і класифікація
Навколоземні об'єкти класифікуються як метеороїди, астероїди або комети залежно від розміру, складу та орбіти. Навколоземні астероїди можуть бути членами сімей астероїдів, а комети утворюють метеорні потоки, які можуть викликати метеорні дощі.
Станом на 4 листопада 2021 року та згідно зі статистикою, яку веде CNEOS, виявлено 27 440 навколоземних об'єктів. Лише 117 (0,43 %) з них є кометами, а 27 323 (99,57 %) є астероїдами. 2224 з цих навколоземних об'єктів класифікуються як потенційно небезпечні астероїди.
Станом на листопад 2021 року понад 1200 навколоземних астероїдів показані на сторінці небезпеки зіткнень Сентрі на веб-сайті НАСА. Понад 1000 із цих астероїдів мають діаметр менше 50 метрів, і жоден із цих об'єктів не перебуває навіть у «зеленій зоні» (рейтинг 1 за Туринською шкалою), тобто жоден із них не заслуговує уваги широкої громадськості.
31 травня 2023 року, НАСА повідомило, що космічне агентство (разом з астрономами всього світу) виявило понад 32000 навколоземних об’єктів. Точна їх кількість склала 32103 об’єкти, з яких понад 10000, за оцінками вчених, мають діаметр понад 140 метрів. Незважаючи на те, що було виявлено багато навколоземних астероїдів, НАСА оцінює, що існує ще принаймні 15000 об’єктів діаметром 140 метрів, які очікують на відкриття. Крім того, космічне агентство стверджує, що лише за останні 30 днів сім із цих об’єктів пролетіли ближче до Землі, ніж Місяць, що робить їх надзвичайно близькими та небезпечними. Зазначена чисельність навколоземних об’єктів, окрім астероїдів, також включає інші об’єкти та комети, які наближаються до нашої планети. НАСА також повідомляє, що наразі виявлено 852 навколоземних астероїда діаметром більше 1 кілометра. В цій групі можливо виявити ще щонайменше 50, що призвело б до того, що загальна їх кількість перевищила б900 одиниць. Зазначені відомості є найсвіжішими у світі, зазначається в представленій інфографіці. Разом з тим, не всі навколоземні об’єкти становлять небезпеку для нашої планети. Астрономи класифікують як навколоземний об'єкт (англ. NEO), об'єкт що знаходиться в радіусі 30 мільйонів миль (48 280 320 км) від Землі.

### Спостережні упередження
Основна проблема з оцінкою кількості навколоземних об'єктів полягає в тому, що ймовірність виявлення кожного такого об'єкта залежить від низки факторів — розміру, альбедо, параметрів орбіти тощо. Легші для виявлення об'єкти будуть непропорційно добре представлені у спостереженнях, і ці спостережні упередження необхідно компенсувати, намагаючись обчислити реальну кількість тіл у популяції за упередженим списком виявлених членів.
Природно, що з усіх навколоземних астероїдів першими були відкриті два найбільші — 433 Ерос (17 км у діаметрі) і 1036 Ганімед (близько 35 км).